# Plesina zimini
Plesina zimini är en tvåvingeart som beskrevs av Richter 1991. Plesina zimini ingår i släktet Plesina och familjen parasitflugor.
Artens utbredningsområde är Uzbekistan. Inga underarter finns listade i Catalogue of Life.